# El Farsia
El Farsia (en árabe: الفرسية‎, en lenguas bereberes: ⵍⴼⴰⵔⵙⵉⵢⴰ en francés: Al Farsia) es una localidad del Sáhara Occidental controlada por Marruecos, en la provincia de Semara. Hasta 1976 perteneció al Sahara español.